# Bulbophyllum nannodes
Bulbophyllum nannodes là một loài phong lan thuộc chi Bulbophyllum.